# Костур (дем)
Вижте пояснителната страница за други значения на Костур.
Ко̀стур (на гръцки: Δήμος Καστοριάς, Димос Касторияс) е дем в област Западна Македония на Република Гърция. Център на дема е едноименният град Костур (Кастория).

## Селища
Дем Костур е създаден на 1 януари 2011 година след обединение на девет стари административни единици – демите Костур, Света Троица, Четирок, Кореща, Свети Врач, Македни, Вич, Клисура и община Кастраки по закона Каликратис.

### Демова единица Вич
Според преброяването от 2001 година дем Вич с център Тиолища (Тихио) има 1473 жители (2001) и в него влизат следните демови секции и селища:
- Демова секция Тиолища

- село Тиолища (Τοιχίο, Тихио)

- Демова секция Българска Блаца

- село Българска Блаца (Οξυά, Оксия)

- Демова секция Вишени

- село Вишени (Βυσσινιά, Висиния)

- Демова секция Кондороби

- село Кондороби (Μεταμόρφωση, Метаморфоси)
- село Фотинища (Φωτεινή, Фотини)

- Демова секция Черешница

- село Черешница (Πολυκέρασος, Поликерасос)

- Демова секция Шестеово

- село Шестеово (Σιδηροχώρι, Сидирохори)

На територията на демовата единица е и днес изоставеното село Бабчор (на гръцки Вапсори, Пименико).

### Демова единица Кастраки
Според преброяването от 2001 година община Кастраки (Κοινότητα Καστρακίου) има 623 жители и в нея влизат само две села – центърът ѝ Косинец (Ιεροπηγή) с 420 жители и Дъмбени (Δενδροχώρι) с 349 жители.
На територията на демовата единица е и днес изоставеното село Лобаница (Агиос Димитриос).

### Демова единица Клисура
Според преброяването от 2001 година дем Клисура (Δήμος Κλεισούρας) се състои от едно-единствено селище – Клисура (Влахоклисура) и има 559 жители.

### Демова единица Кореща
Според преброяването от 2001 година дем Кореща с център Нови Габреш (Неос Икисмос или Корестия) има 1000 жители (2001) и в него влизат следните демови секции и селища:
- Демова секция Габреш

- село Нови Габреш (Νέος Οικισμός или Κορέστια, Неос Икисмос или Корестия)
- село Габреш, (Γάβρος, Гаврос)

- Демова секция Дреновени

- село Дреновени (Κρανιώνας, Кранионас)

- Демова секция Жервени

- село Жервени (Άγιος Αντώνιος, Агиос Антониос)

- Демова секция Кономлади

- село Кономлади (Μακροχώρι, Макрохори)

- Демова секция Поздивища

- село Поздивища (Χάλαρα, Халара)

- Демова секция Статица

- село Статица (Μελάς, Мелас)
- село Горна Статица (Άνω Μελάς, Ано Мелас)

- Демова секция Чърновища

- село Чърновища (Μαυρόκαμπος, Маврокамбос)

### Демова единица Костур
Според преброяването от 2001 година дем Костур с център Костур има 16 218 жители (2001) и в него влизат следните демови секции и селища:
- Демова секция Костур

- град Костур (Καστοριά, Кастория)
- село Апоскеп (Απόσκεπος, Апоскепос)
- село Нов чифлик (Χλόη, Хлои)
- село Сетома (Κεφαλάρι, Кефалари)

### Демова единица Македни
Според преброяването от 2001 година дем Македни (Δήμος Μακεδνών) с център Маврово (Маврохори) има 1473 жители и в него влизат следните демови секции и селища от областта Пополе:
- Демова секция Маврово

- село Маврово (Μαυροχώρι, Маврохори)
- село Кърпени (Κρεπενή, Крепени)

- Демова секция Дупяк

- село Дупяк (Δισπηλιό, Дипсилио)

- Демова секция Личища

- село Личища (Πολυκάρπη, Поликарпи)

### Демова единица Света Троица
Според преброяването от 2001 година дем Света Троица (Δήμος Αγίας Τριάδος) с център Маняк (Маняки) има 6117 жители и в него влизат следните демови секции и селища:
- Демова секция Маняк

- село Маняк (Μανιάκοι, Маняки)

- Демова секция Брещени

- село Брещени (Αυγή, Авги)

- Демова секция Галища

- село Галища (Ομορφοκκλησιά, Оморфоклисия)

- Демова секция Желегоже

- село Желегоже (Πεντάβρυσο, Пендаврисо)
- село Псора (Υψηλό, Ипсило)

- Демова секция Желин (1074)

- село Желин (Χιλιόδενδρο, Хилиодендро)
- село Изглибе (Πορειά, Пория)

- Демова секция Жупанища (792)

- село Орман (Λεύκη, Левки)
- село Жупанища (Άνω Λεύκη, Ано Левки) (изселено)
- село Ново Жупанища (Νέα Λεύκη, Неа Левки)

- Демова секция Сливени

- село Сливени (Κορομηλιά, Коромилия)

- Демова секция Цакони

- село Цакони (Τσάκονη)

### Демова единица Свети Врач
Според преброяването от 2001 година дем Свети Врач (Δήμος Αγίων Αναργύρων) с център Горенци (Корисос) има 2845 жители и в него влизат следните демови секции и селища:
- Демова секция Горенци

- село Горенци (Κορησός, Корисос)
- село Чурилово (Άγιος Νικόλαος, Агиос Николаос)

- Демова секция Загоричани

- село Загоричани (Βασιλειάδα, Василиада)
- Света Параскева (Αγία Παρασκευή, Агия Параскеви)
- Загоричански манастир „Света Петка“
- село Бобища (Βέργα, Верга)

- Демова секция Куманичево

- село Куманичево (Λιθιά, Лития)

- Демова секция Олища

- село Олища (Μελισσότοπος, Мелисотопос)
- село Бъмбоки (Σταυροπόταμος, Ставропотамос)
- Олищки манастир „Свети Врач“ (Μονή Αγίων Αναργύρων, Мони Агион Анаргирон)

### Демова единица Четирок
Според преброяването от 2001 година дем Четирок (Δήμος Μεσοποταμίας, старо име Δήμος Αλιάκμονα) с център Четирок (Месопотамия) има 4100 жители и в него влизат следните демови секции и селища:
- Демова секция Четирок

- село Четирок (Μεσοποταμιά, Месопотамия)
- село Тиквени (Κολοκυνθού, Колокинту)

- Демова секция Горно Папратско

- село Горно Папратско (Πτεριά, Птерия)
- село Долно Папратско (Κάτω Πτεριά, Като Птерия)

- Демова секция Добролища

- село Добролища (Καλοχώρι, Калохори)

- Демова секция Ошени

- село Ошени (Οινόη, Инои)

- Демова секция Света Неделя

- село Света Неделя (Αγία Κυριακή, Агия Кириаки)

На територията на демовата единица е и бившето село Тръстика (Ακόντιο, Акондио).